# Sveti Grgur

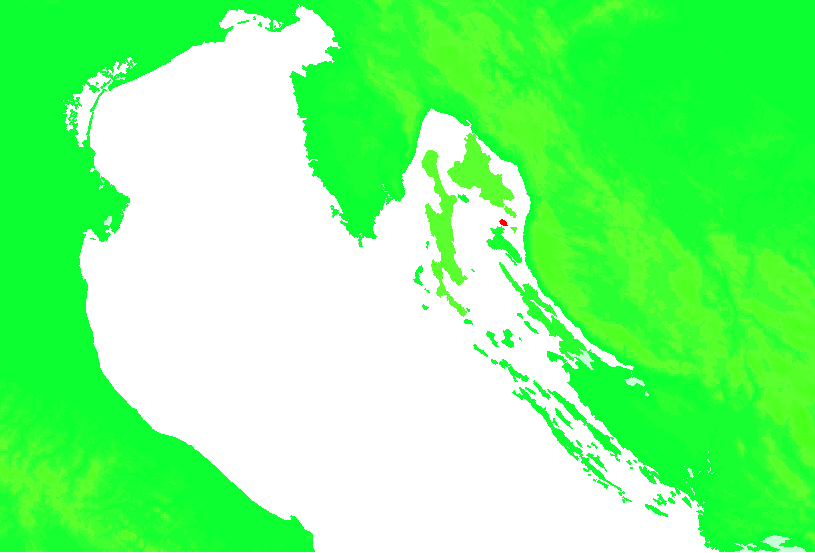
Locatie van Sveti Grgur

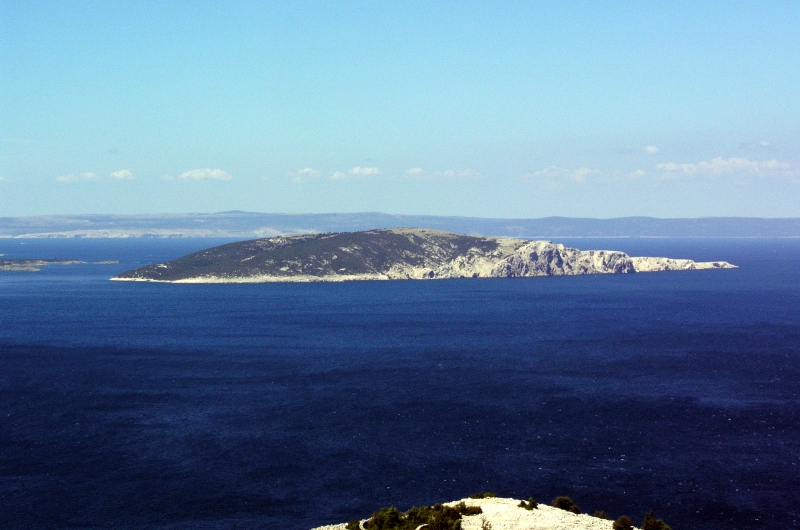
Foto van het eiland

Sveti Grgur is een onbewoond eiland in Kroatië, aan de kust van de Adriatische Zee.
Het eilandje is 6,37 km² groot en 4,2 km lang. Het hoogste punt ligt op 225 m. Het eiland ligt in een baai die ook Sveti Grgur heet.
Sveti Grgur is populair bij watersporters, het heeft mooie baaien, stranden en dennenbossen. In augustus kan men er vijgen plukken.
Op het eiland zijn de overblijfselen van een voormalige gevangenis waar veel politieke gevangenen van het Joegoslavische communistische regime werden opgesloten.

## Bron
- (en) peljar.cvs.hr